# Аппель, Джейн
Джейн Кэтрин Аппель (англ. Jayne Katherine Appel; родилась 14 мая 1988 года в Беркли, штат Калифорния, США) — американская профессиональная баскетболистка.
На студенческом уровне выступала за команду Стэнфордского университета «Стэнфорд Кардинал». Выступала в Женской национальной баскетбольной ассоциации за клуб «Сан-Антонио Старз», которым она была выбрана на драфте ВНБА 2010 года в первом раунде под общим 5-м номером. Играла на позиции центровой.

## Ранние годы
Аппель родилась в Беркли (штат Калифорния). У неё было два старших брата, Майк и Томми, и младший — Нейт. Её отец, Джозеф Аппель, ранее играл за баскетбольную команду калифорнийского колледжа Сент-Мэри.
Джейн училась в старшей школе Каронделет в Конкорде (Калифорния), где четыре года играла за баскетбольную команду и три года за ватерпольную. На последнем году обучения она вошла во всеамериканскую сборную McDonald’s и стала самым ценным игроком матча всех звёзд. Она также стала игроком года штата по версии Gatorade, была включена во всеамериканскую сборную WCBA и заняла третье место среди баскетболисток выпуска 2006 года по версии сайта hsgirlshoop.scout.com. В том же году она в составе сборной США участвовала в чемпионате Америки среди игроков младше 18 лет.
По окончании обучения ей предложили стипендии университеты Коннектикут, Теннесси, Дьюк, УЮК, УКЛА и Стэнфорд, и она выбрала последний.

## Выступления за университет
В дебютном сезоне за «Стэнфорд Кардинал» в 2007 году Аппель выходила со скамейки запасных, притом в среднем за игру она набирала по 13,2 очка и делала 7,5 подбора. Оценив её достижения, руководство конференции Pac-10 назвало Джейн новичком года. В следующем сезоне она увеличила свою среднюю результативность до 15 очков. «Кардинал» дошли до финала чемпионата NCAA, но уступили Теннесси со счётом 64:48. В финальном матче Аппель набрала 16 очков и сделала 5 подборов. По итогам сезона Джейн была включена в первую сборную конференции Pac-10.
30 марта 2009 года в матче против «Айова Стэйт» Аппель набрала 46 очков, что стало третьим результатом в истории турнира NCAA.
27 февраля 2010 года Аппель стала лидером Pac-10 по количеству сделанных подборов. Она превзошла достижение Лизы Лесли, которая за свою карьеру сделала 1214 подборов.
20 марта 2010 года в игре первого раунда турнира NCAA Джейн вывихнула лодыжку и получила усталостный перелом правой ноги. Несмотря на это она продолжила выступать и держала свою травму в секрете до драфта ЖНБА. Стенфорд в турнире дошёл до полуфинала, где проиграл Коннектикуту.

## Профессиональная карьера
Аппель была выбрана на драфте ЖНБА 2010 года в первом раунде под общим пятым номером клубом «Сан-Антонио Силвер Старз».